# Herboldshof (Fürth)
Herboldshof (fränkisch: Hea-bolds-huhf) ist ein Gemeindeteil der kreisfreien Stadt Fürth (Mittelfranken, Bayern). Herboldshof liegt in der Gemarkung Sack.

## Geographie
Das Dorf liegt 5 Kilometer nördlich des Stadtkernes von Fürth in einer lettengründigen Ebene auf Keuperschichten oberhalb des 1 km westlich verlaufenden Regnitzgrundes. Südwestlich fließt der Bucher Landgraben, ein linker Zufluss der Gründlach, durch den Ort. Im Westen liegen die Loheäcker, im Süden die als Landschaftsschutzgebiet ausgewiesenen Hempelsäcker.
Die Kreisstraße FÜs 4/N 3 verläuft nach Mannhof zur Staatsstraße 2242 (1 km nordwestlich) bzw. nach Großgründlach (1,5 km östlich). Die FÜs 5 führt nach Stadeln zur St 2242 (1,4 km südwestlich).

## Geschichte
Nördlich von Herboldshof bestand eine 1,2 Hektar große Siedlung vorgeschichtlicher Zeitstellung, die mit Nummer D-5-6431-0075 als Bodendenkmal ausgewiesen ist, mit D-5-6431-0067 eine Siedlung der Urnenfelder- und der späten Latènezeit und  mit D-5-6431-0066 eine Siedlung der Frühbronze- und Urnenfelderzeit mit mittelalterlicher Wüstung auf weiteren 3,5 Hektar. Im Mittelalter pflegten die Städte Nürnberg und Fürth in großer Menge anfallende Fäkalien in die nördlichen Gebiete hinauszufahren und dort an Waldrändern und Bachläufen abzuladen. Über Jahrhunderte entstanden so aus den früher eher kargen Sand- und Lettengründen die nährstoffreichen Kulturböden des Knoblauchslandes. Herboldshof ist seit unbekannter Zeit inmitten dieses Gebietes eine bäuerliche Ansiedlung.
1504 wurde der Ort als „Herbolczhoff“ erstmals urkundlich erwähnt. Bestimmungswort des Ortsnamens ist der Personenname Herbolt.
Gegen Ende des 18. Jahrhunderts gab es in Herboldshof 7 Anwesen. Das Hochgericht übte die Reichsstadt Nürnberg aus, was vom brandenburg-bayreuthischen Oberamt Baiersdorf bestritten wurde. Die Dorf- und Gemeindeherrschaft hatte das Landpflegamt Nürnberg. Grundherren waren die Nürnberger Eigenherren von Löffelholz (1 Halbhof, 4 Güter) und von Volckamer (2 Güter).
Von 1797 bis 1810 unterstand der Ort dem Justiz- und Kammeramt Erlangen. Im Rahmen des Gemeindeedikts wurde Herboldshof dem 1813 gebildeten Steuerdistrikt und der Ruralgemeinde Buch zugeordnet. Mit dem Zweiten Gemeindeedikt (1818) wurde Herboldshof in die neu gebildete Ruralgemeinde Boxdorf umgemeindet. In der freiwilligen Gerichtsbarkeit unterstanden 5 Anwesen von 1825 bis 1835 dem Patrimonialgericht Gibitzenhof.
Als den Ort in den 1840er Jahren der unmittelbar östlich verlaufende Ludwig-Donau-Main-Kanal erreichte, brachte dies einen enormen wirtschaftlichen Aufschwung. Die Schleuse 82 wurde errichtet und die leichte Kavallerie bezog dort ein Übungslager.
In den 1950er Jahren wurde der Ludwigs-Kanal aufgegeben und in den 1960er Jahren zugeschüttet.
Ein weiteres sehr ereignisreiches Jahr mit weiterer wirtschaftlicher Belebung war 1972 mit der Bundesautobahn 73 auf der ehemaligen Trassenführung des alten Kanals und der Eingemeindung nach Fürth im Zuge der Gebietsreform in Bayern.
Herboldshof ist noch überwiegend landwirtschaftlich geprägt. Die Feldwirtschaft ist teilweise zugunsten von Frühkulturen in riesigen Gewächshausanlagen gewichen (siehe Luftbild bei Weblinks). Als Wohngebiet ist die Gegend unattraktiv geblieben. Die Lage des Ortes zwischen der Bahnstrecke Nürnberg–Bamberg (S-Bahn), der A 73 (Frankenschnellweg) und direkt unterhalb der Einflugschneise des 1955 eröffneten Flughafens Nürnberg (Albrecht-Dürer-Airport) brachten eine hohe Lärmbelastung und Lichtverschmutzung mit sich.

### Ehemalige Baudenkmäler
- Haus Nr. 4: Erdgeschossiges Wohnstallhaus aus Sandsteinquadern. Traufseitig zur Straße. Dreigeschossiger Südgiebel bezeichnet „17 PZ 57“.[12]
- Haus Nr. 6: Erdgeschossiges Wohnstallhaus, massiv, Anlage noch dem 18. Jahrhundert, profilierte Fensterbänke. Die Inschrift des dreigeschossigen Straßengiebels ist verwittert. Der Hofgiebel besteht aus Fachwerk.[12]
- Haus Nr. 9: Erdgeschossiges Wohnstallhaus von 1800; massiv, Fenster und Türen teils verändert. Der Südgiebel ist mit „CE 1800“ bezeichnet, mit Bauernhauszeichen. Der Nordgiebel zum Hof besteht aus Fachwerk (K-Streben).[12]

### Einwohnerentwicklung
| Jahr      | 001818 | 001840 | 001861 | 001871 | 001885 | 001900 | 001925 | 001950 | 001961 | 001970 | 001987 |
| Einwohner | 55     | 57     | 60     | 46     | 62     | 57     | 54     | 106    | 77     | 139    | 201    |
| Häuser    | 9      | 9      |        |        | 11     | 11     | 11     | 12     | 15     |        | 44     |
| Quelle    | [ 14 ] | [ 15 ] | [ 16 ] | [ 17 ] | [ 18 ] | [ 19 ] | [ 20 ] | [ 21 ] | [ 22 ] | [ 23 ] | [ 1 ]  |

## Religion
Der Ort ist seit der Reformation evangelisch-lutherisch geprägt und bis heute nach St. Laurentius (Großgründlach) gepfarrt. Die Katholiken sind nach Herz Jesu (Mannhof) gepfarrt.

## Verkehr
Die VGN vertaktet Herboldshof mit der Infra, Linie 174, wochentags 20-minütig mit dem Stadtkern. Samstags erfolgt der Verkehr halbstündlich, an Sonntagen nur stündlich. Freitags, samstags und vor Feiertagen fährt nachts der Nightliner N 17 stündlich den Ort an. In 300 Metern Entfernung südwestlich besteht am Bahnhof Vach eine Zustiegsmöglichkeit zur S1. (Bahnstrecke Nürnberg–Bamberg)